# François-Antoine Habeneck

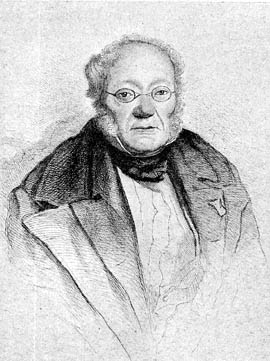
François-Antoine Habeneck

François-Antoine Habeneck (Mézières, 22 januari 1781 – Parijs, 8 februari 1849) was een Frans violist en dirigent.

## Vroege leven
Habeneck werd geboren in Mézières als zoon van een musicus in een Frans regimentscorps.  Tijdens zijn vroege jeugd kreeg Habeneck les van zijn vader, en op 10-jarige leeftijd speelde hij concerten voor publiek. In 1801 werd hij leerling van het Conservatoire de Paris, waar hij studeerde onder Pierre Baillot en de Premier prix verkreeg voor viool in 1804.  In hetzelfde jaar werd hij lid van het orkest van de Opéra-Comique, maar korte tijd later wisselde hij dat orkest in voor dat van de Opera.  Hij dirigeerde leerling concerten aan het Conservatorium vanaf 1806.

## Carrière aan de Opéra
In 1817 volgde Habeneck Rodolphe Kreutzer op als soloviool aan de Opéra, In 1821 kreeg hij er de leiding, welke positie hij - alleen of gezamenlijk - zou houden tot 1846. In die jaren dirigeerde hij de premières van vele opera's, waaronder La muette de Portici, Guillaume Tell, La Juive, Robert le diable, Les Huguenots en Benvenuto Cellini.

## Oprichter orkest, composities, leerlingen
Habeneck was de oprichter en eerste dirigent van het Orchestre de la Société des concerts du Conservatoire in 1828. Door middel van de concerten met dit orkest liet hij het Parijse publiek kennis maken met  Beethovens symfonie.  Habeneck componeerde twee soloconcerten, composities voor de violin en verschillende liederen. Slechts enkele van zijn composities werden uitgegeven. Tot zijn leerlingen behoorden Jean-Delphin Alard, Hubert Léonard en Édouard Lalo.  Hector Berlioz noemde Habeneck in zijn memoires, vanwege zijn incompetentie in het dirigeren van Berlioz' Requiem.
Habeneck overleed in Parijs in 1849.